# Колонизация Солнечной системы
Колониза́ция Со́лнечной систе́мы — гипотетическое создание автономных человеческих поселений вне Земли в пределах Солнечной системы.

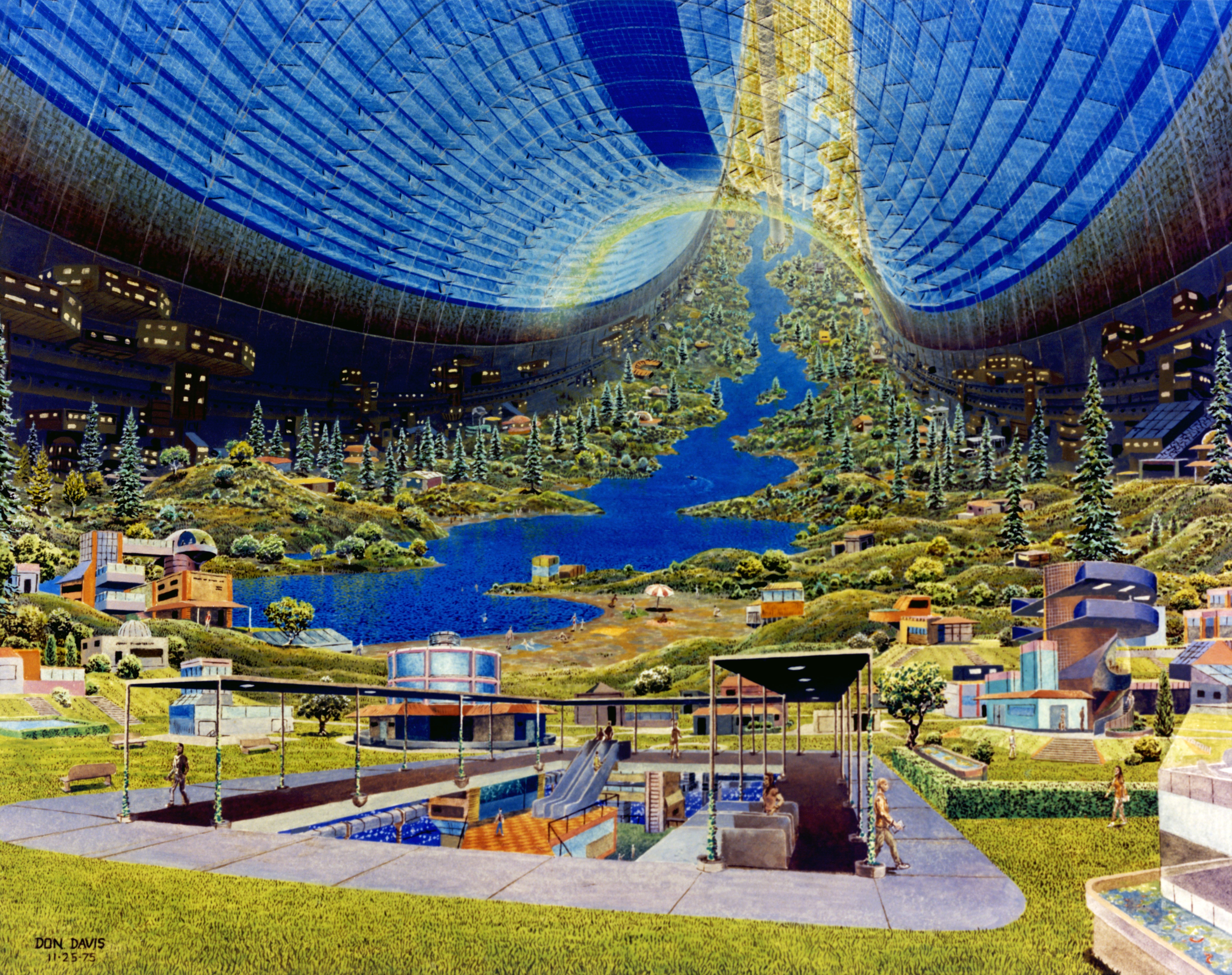
Проект орбитальной колонии «Стэнфордский тор» — тор диаметром 1,6 км при диаметре поперечного сечения порядка 150 м

Исследователи считают, что на Луне и ближайших к Земле планетах достаточно ресурсов для создания такого поселения, например, с применением технологий роботизированной 3D-печати. Солнечная энергия там довольно легко доступна в больших количествах. Достижений современной науки вполне достаточно для начала колонизации, но необходимо огромное количество инженерной работы. Поселения могут быть размещены не только на планетах, но и в космосе, например в виде Космических городов-бубликов.
Колонизация увеличивает вероятность, что человечество сохранится при глобальных земных катастрофах, тем самым получается как бы создание резервной копии человечества в космическом пространстве.
Колонизация космоса является одной из основных тем научной фантастики.

## Колонизация Меркурия

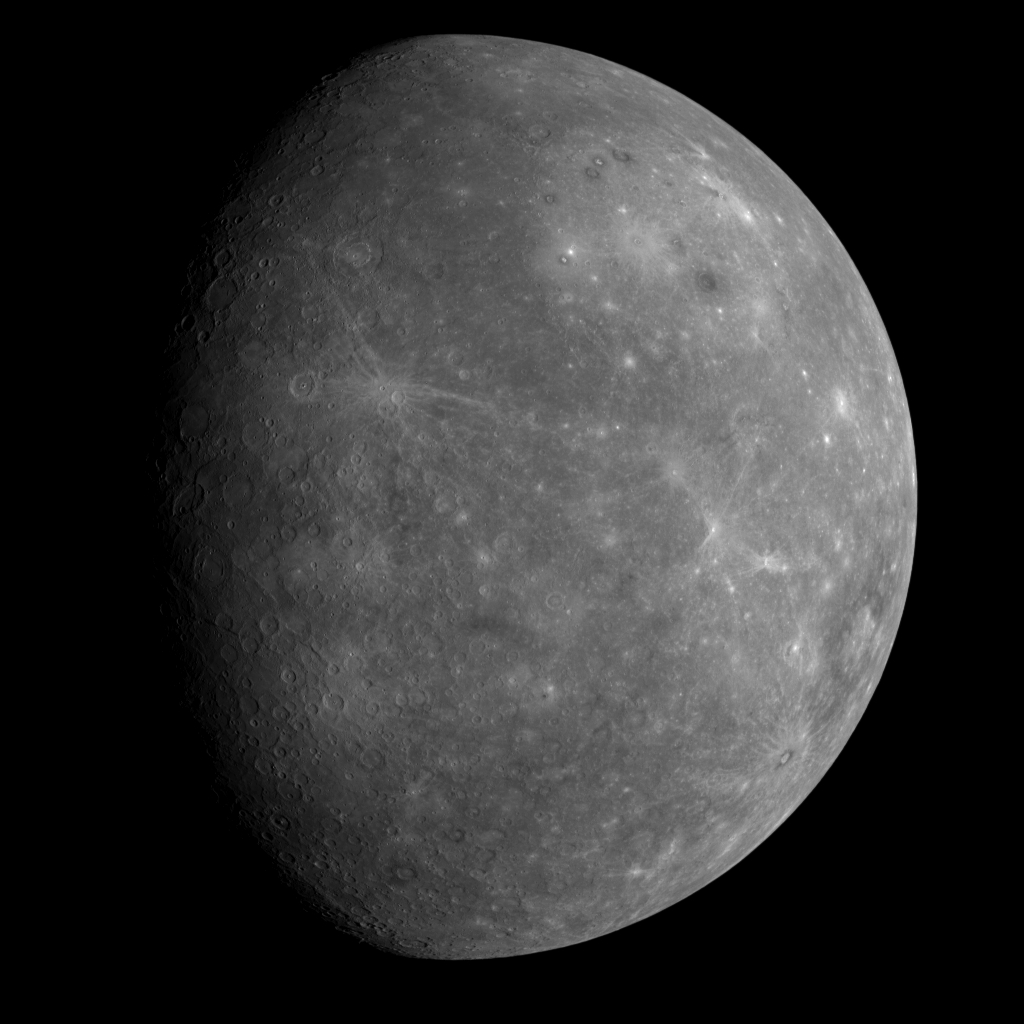
Меркурий

Меркурий входит в число кандидатов на потенциальную колонизацию, причём план колонизации Меркурия схож с планом колонизации Луны. Дело в том, что как и на нашем спутнике, на Меркурии нет плотной атмосферы. Кроме того, планета совершает весьма медленные обороты вокруг своей оси, которая имеет маленький наклон.

### Преимущества

#### Сходство с Луной
Как и Луна, Меркурий не имеет плотной атмосферы, располагается относительно близко к Солнцу и совершает медленные обороты вокруг своей оси, имеющей очень маленький наклон. Поэтому, из-за относительно большой схожести, считается, что колонизация Меркурия может быть осуществлена в основном с использованием тех же технологий, подходов и оборудования, что и колонизация Луны.

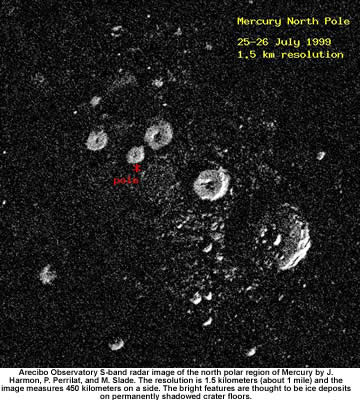
Северный полюс Меркурия

#### Лёд в полярных кратерах
Несмотря на близость к Солнцу, теоретически было предсказано существование ледяных шапок на полюсах Меркурия. Это делает полюса наиболее подходящим местом для основания колонии. Кроме того в районе полюсов колебания температур при смене дня и ночи будут не так ощутимы, как в любом другом месте на поверхности Меркурия.

#### Солнечная энергия
Будучи самой близкой к Солнцу планетой, Меркурий обладает огромными запасами солнечной энергии. Количество приходящей солнечной энергии на единицу площади здесь составляет 9,13 кВт/м² (для Земли и Луны — 1,36 кВт/м²). Так как наклон оси Меркурия к оси эклиптики незначителен (приблизительно 0,01°), существует вероятность, что на возвышенностях полюсов имеются пики вечного света. Даже если их нет, то они могут быть получены на высоких башнях. Кроме того возможно строительство замкнутого кольца солнечных электростанций в районе полюсов, способных обеспечить непрерывную подачу энергии.

#### Ценные ресурсы
Предполагается, что в почве Меркурия имеется большой запас гелия-3, который может стать важным источником экологически чистой энергии на Земле и решающим фактором в развитии экономики Солнечной системы в будущем. Кроме того на Меркурии могут быть большие залежи богатой руды, доступной для добычи. Эта руда в дальнейшем может быть использована для строительства космических станций.

#### Существенная гравитация
Меркурий больше по размерам чем Луна (диаметр Меркурия — 4879 км, Луны — 3476 км) и имеет бо́льшую плотность из-за массивного железного ядра. Вследствие этого ускорение свободного падения на Меркурии составляет 0,377 g, что более чем в два раза превышает лунное (0,1654 g) и равняется ускорению свободного падения на поверхности Марса. 

### Недостатки
Практически полное отсутствие атмосферы, чрезвычайная близость к Солнцу и большая длительность дня (176 земных дней) могут стать серьёзными препятствиями на пути заселения Меркурия. Даже при наличии льда на полюсах планеты, наличие лёгких элементов, необходимых для существования жизни, представляется очень маловероятным.
Кроме того, Меркурий — одна из самых труднодостижимых планет. На полёт к Меркурию необходимо затратить энергию, сравнимую с полётом к Плутону. Для достижения Меркурия может быть использован гравитационный манёвр возле Венеры и Земли. Например, аппарат MESSENGER использовал шесть гравитационных манёвров, чтобы выйти на орбиту Меркурия.

## Колонизация Венеры

### Доставка на Венеру земных водорослей или других микроорганизмов
В 1961 году Карл Саган предложил забросить в атмосферу Венеры некоторое количество хлореллы. Предполагалось, что без естественных врагов водоросли будут бурно размножаться в геометрической прогрессии и относительно быстро разложат находящийся там в большом количестве углекислый газ. В результате атмосфера Венеры обогатится кислородом. Это, в свою очередь, снизит парниковый эффект, благодаря чему температура поверхности Венеры понизится.
Подобные проекты предлагаются и сейчас — например, предлагается распылять в атмосфере Венеры генно-модифицированные (для приживания в условиях полёта в атмосферных течениях) сине-зелёные водоросли или споры плесени на уровне 50-60 км от поверхности, где давление составляет около 1,1 бар и температура около +30 градусов Цельсия.
Впоследствии, когда дальнейшие исследования показали, что в атмосфере Венеры вода практически полностью отсутствует, Саган отказался от данной идеи. Для того чтобы эти и другие проекты по фотосинтетическому преобразованию климата стали возможными, необходимо сначала тем или иным способом решить проблему с водой на Венере — например, доставить её туда искусственным путём или найти способ синтеза воды «на месте» из других соединений.
Из-за того что некоторый шанс на жизнь на Венере остаётся, терраформирование будет организовано только если жизни там не будет.

## Колонизация Луны

### Реальность
Бурное развитие космической техники позволяет думать, что колонизация космоса — вполне достижимая и оправданная цель. В силу своей близости к Земле (три дня полёта) и достаточно хорошей изученности ландшафта, Луна уже давно рассматривается как кандидат для места создания человеческой колонии.
Но, хотя советские программы «Луна» и «Луноход», а несколько позже и американская программа «Аполлон» продемонстрировали практическую осуществимость полёта на Луну (будучи при этом очень дорогостоящими проектами), они в то же время охладили энтузиазм создания лунной колонии. 
Несмотря на это, с развитием средств космонавтики и удешевлением космических полётов, Луна представляется исключительно привлекательным объектом для колонизации. Для учёных лунная база является уникальным местом для проведения научных исследований в области планетологии, астрономии, космологии, космической биологии и других дисциплин. Изучение лунной коры может дать ответы на важнейшие вопросы об образовании и дальнейшей эволюции Солнечной системы, системы Земля — Луна, появлении жизни. Отсутствие атмосферы и более низкая гравитация позволяют строить на лунной поверхности обсерватории, оснащённые оптическими и радиотелескопами, способными получить намного более детальные и чёткие изображения удалённых областей Вселенной, чем это возможно на Земле, а обслуживать и модернизировать такие телескопы гораздо проще, чем орбитальные обсерватории.
Луна обладает и разнообразными полезными ископаемыми, в том числе и ценными для промышленности металлами — железом, алюминием, титаном; кроме этого, в поверхностном слое лунного грунта, реголите, накоплен редкий на Земле изотоп гелий-3, который может использоваться в качестве топлива для перспективных термоядерных реакторов. В настоящее время идут разработки методик промышленного получения металлов, кислорода и гелия-3 из реголита; найдены залежи водяного льда.
Глубокий вакуум и наличие дешёвой солнечной энергии открывают новые горизонты для электроники, металлургии, металлообработки и материаловедения. Фактически условия для обработки металлов и создания микроэлектронных устройств на Земле менее благоприятны из-за большого количества свободного кислорода в атмосфере, ухудшающего качество литья и сварки, делающего невозможным получение сверхчистых сплавов и подложек микросхем в больших объёмах. Также представляет интерес выведение на Луну вредных и опасных производств.
Луна, благодаря своим впечатляющим ландшафтам и экзотичности, также выглядит как весьма вероятный объект для космического туризма, который может привлечь значительное количество средств на её освоение, способствовать популяризации космических путешествий, обеспечивать приток людей для освоения лунной поверхности. Космический туризм будет требовать определённых инфраструктурных решений. Развитие инфраструктуры, в свою очередь, будет способствовать более масштабному проникновению человечества на Луну.
Существуют планы использования лунных баз в военных целях для контроля околоземного космического пространства и обеспечения господства в космосе.
Директор Института космических исследований РАН Лев Зелёный считает, что приполярные области Луны можно использовать для размещения российской или международной научной базы.

### Гелий-3 в планах освоения Луны

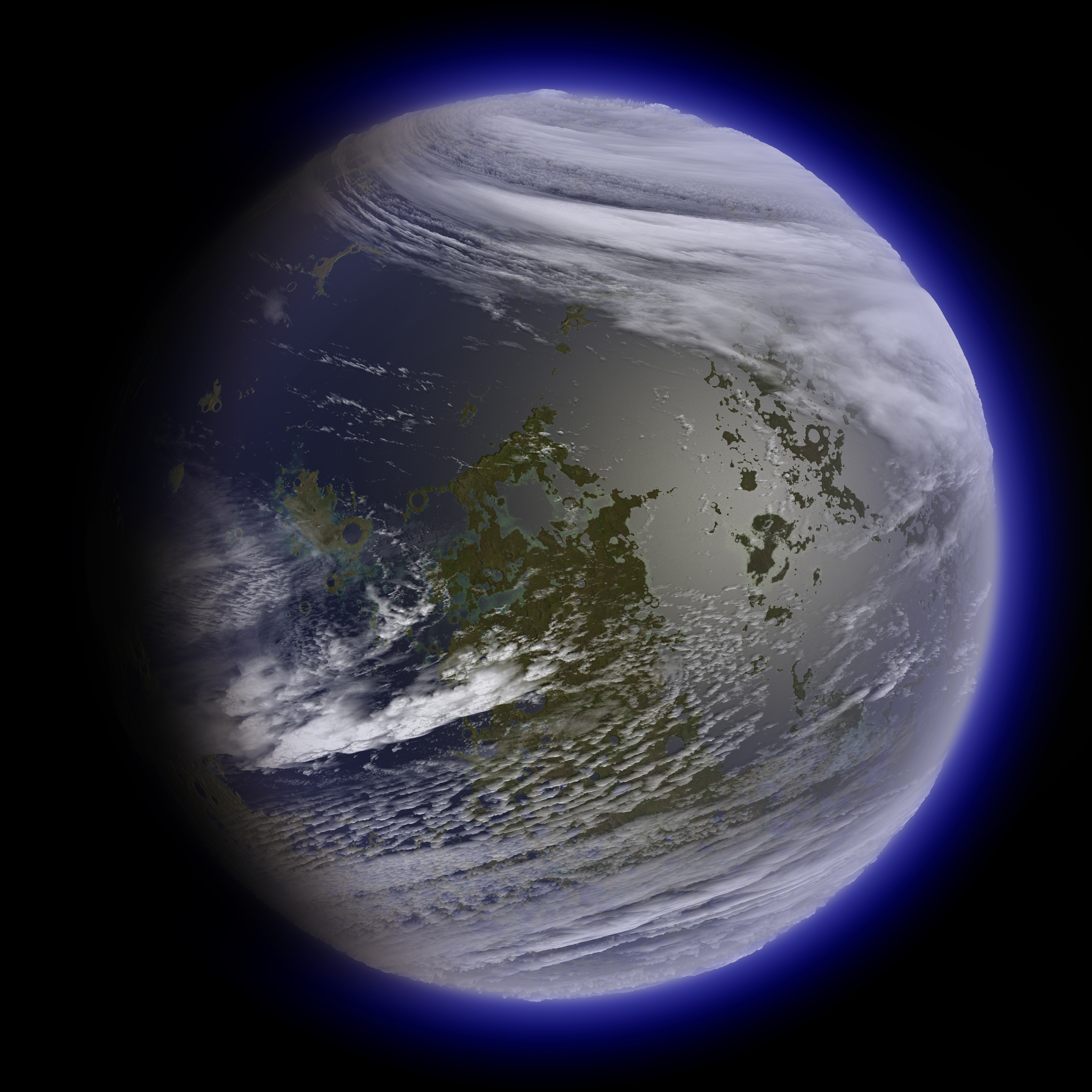
Терраформированная Луна, вид с Земли; рисунок художника

В январе 2006 года Николай Севастьянов, бывший президент Ракетно-космической корпорации «Энергия», официально объявил, что главной целью российской космической программы будет добыча на Луне гелия-3 путём переработки лунного реголита. «Постоянную станцию на Луне мы планируем создать уже к 2015 году, а с 2020 года может начаться промышленная добыча на спутнике Земли редкого изотопа — гелия-3». Летать к Луне будет многоразовый корабль «Клипер», а помогать ему в строительстве Лунной базы начнёт межорбитальный буксир «Паром». Однако, данные официального заявления остались на совести Н. Н. Севастьянова, поскольку Россия не признаёт существования у неё лунной программы наподобие американской. О других источниках финансирования также пока ничего не известно.
Присутствие гелия-3 в лунных минералах представители американского Национального агентства по космонавтике и аэронавтике США (NASA) также считают серьёзным поводом к освоению спутника. При этом первый полёт туда NASA планирует осуществить не раньше 2018 года. Китай и Япония также запланировали создание лунных баз, но это, скорее всего, произойдёт в 2020-е годы. До сих пор США остаётся единственным государством, представители которого побывали на Луне — с 1969 по 1972 год туда было отправлено 6 американских пилотируемых экспедиций.
Создание станции — не только вопрос науки и государственного престижа, но и коммерческой выгоды. Гелий-3 — это редкий изотоп, стоимостью приблизительно 1200 долларов США за литр газа, а на Луне его — миллионы килограммов (по минимальным оценкам — 500 тысяч тонн). Гелий-3 нужен в ядерной энергетике — для запуска термоядерной реакции.
Учёные считают, что гелий-3 можно будет применять в термоядерных реакторах. Чтобы обеспечивать энергией всё население Земли в течение года, по подсчётам учёных Института геохимии и аналитической химии им. В. И. Вернадского РАН, необходимо приблизительно 30 тонн гелия-3. Стоимость его доставки на Землю будет в десятки раз меньше, чем у вырабатываемой сейчас электроэнергии на атомных электростанциях.
При использовании гелия-3 не возникает долгоживущих радиоактивных отходов, и поэтому проблема их захоронения, так остро стоящая при эксплуатации реакторов на делении тяжёлых ядер, отпадает сама собой.
Однако существует и серьёзная критика этих планов. 

## Колонизация Марса
В качестве целей колонизации Марса называются следующие:
- Создание постоянной базы для научных исследований самого Марса и его спутников.
- Промышленная добыча ценных полезных ископаемых.
- Решение демографических проблем Земли.

Основным лимитирующим фактором является, прежде всего, крайне высокая стоимость доставки колонистов и грузов на Марс.

## Колонизация астероидовиПромышленное освоение астероидов

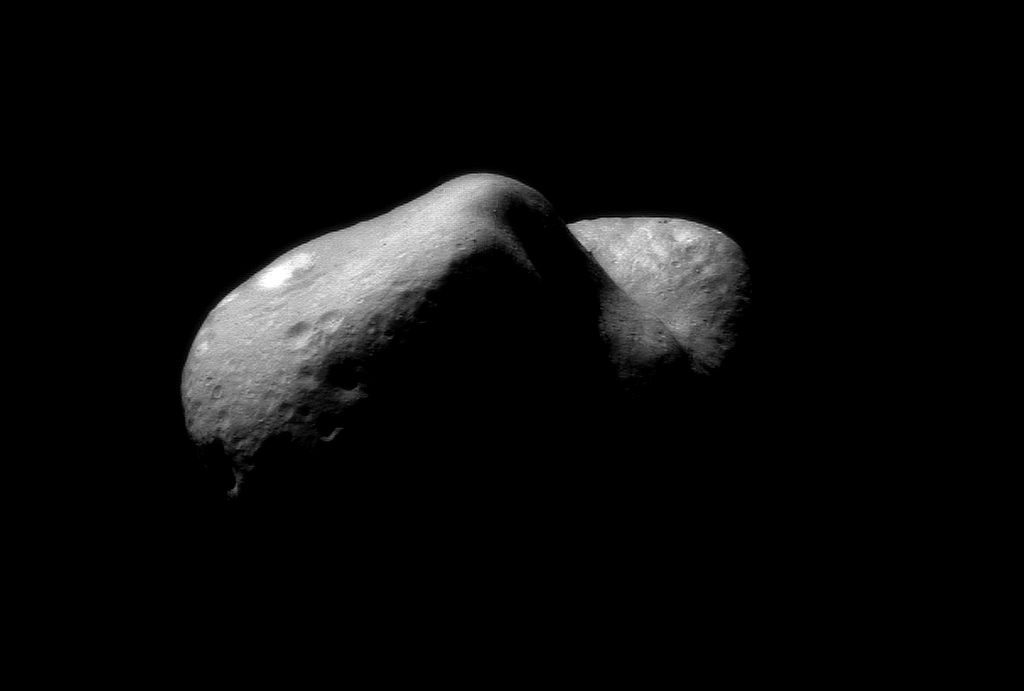
(433) Эрос — каменный астероид, пересекающий орбиту Марса

Промышленное освоение астероидов предполагает добычу сырья на астероидах и космических телах в поясе астероидов и особенно в околоземном пространстве. Различные минералы и летучие элементы, находящиеся в составе пород астероида или кометы, могут служить источником железа, никеля и титана. Кроме того, предполагается, что некоторые астероиды содержат в своём составе водосодержащие минералы, из которых можно получить воду и кислород, необходимые для поддержания жизни, а также водород — один из основных видов ракетного топлива. В процессе дальнейшего освоения космоса использование космических ресурсов будет просто необходимо.
При достаточном уровне развития техники добыча на астероиде таких элементов, как платина, кобальт и других редких минералов с последующей их доставкой на Землю может приносить очень большую прибыль. В ценах 1997 года сравнительно небольшой металлический астероид диаметром в 1,5 км содержал в себе различных металлов, в том числе драгоценных, на сумму 20 триллионов долларов США. На самом деле всё золото, кобальт, железо, марганец, молибден, никель, осмий, палладий, платина, рений, родий и рутений, которые сейчас добываются из верхних слоёв Земли, зачастую являются остатками астероидов, упавших на Землю во время ранней метеоритной бомбардировки, когда после остывания коры на планету обрушилось огромное количество астероидного материала. Из-за большой массы более 4 млрд лет назад на Земле начала происходить дифференциация недр, в результате чего большинство тяжёлых элементов под действием гравитации опустилось к ядру планеты, поэтому кора оказалась обеднённой тяжёлыми элементами. А на большинстве астероидов из-за незначительной массы никогда не происходила дифференциация недр и все химические элементы распределены в них более равномерно.
В 2004 году мировое производство железной руды превысило 1 млрд тонн. Для сравнения, один небольшой астероид класса M диаметром в 1 км может содержать до 2 млрд тонн железо-никелевой руды, что в 2-3 раза превышает добычу руды за 2004 год. Астероид (16) Психея содержит 1,7⋅1019 кг железо-никелевой руды. Этого количества хватило бы для обеспечения потребностей населения земного шара в течение нескольких миллионов лет, даже с учётом дальнейшего увеличения спроса. Небольшая часть извлечённого материала может также содержать драгоценные металлы.
В 2006 году обсерватория Кек объявила, что двойной троянский астероид (617) Патрокл, а также многие другие троянские астероиды Юпитера, состоят изо льда и являются, возможно, выродившимися ядрами комет. Другие кометы и некоторые сближающиеся с Землёй астероиды также могут обладать большими запасами воды. Использование местных ресурсов для создания и поддержания жизнеспособности базы поможет существенно снизить себестоимость добычи сырья.

## Колонизация Цереры

### Оценки перспектив использования Цереры для колонизации
Как отмечает научный сотрудник NASA Эл Глобус, орбитальные поселения имеют гораздо более высокий потенциал для колонизации по сравнению с поверхностями планет и их спутников: Луна и Марс имеют совокупную площадь поверхности примерно равную трети площади Земли. Если материал крупнейшей карликовой планеты — Цереры — будет использован для создания орбитальных космических колоний, их общая жилая площадь будет превышать площадь поверхности Земли приблизительно в 150 раз. Так как большую часть земной поверхности занимает мировой океан или малонаселённые территории (пустыни, горы, леса), поселения, созданные из материала одной только Цереры, могут обеспечить комфортабельное жильё для более чем триллиона людей. По итогам конкурса на лучший проект космического поселения, проводившегося NASA в 2004 году, проект космической станции на орбите Цереры, рассчитанной на одновременное нахождение там 10-12 человек (автор проекта: Альмут Хоффман, Германия) был среди проектов, занявших 1-е место.
По оценкам астрономов, Церера на 25 % состоит из воды, и может иметь запасы воды превышающие по своему объёму все запасы пресной воды на Земле. Воды Цереры, в отличие от Земли, как полагают астрономы, в виде льда находятся в её мантии.

По предварительным данным, Церера имеет большие запасы воды, находящиеся в слое льда толщиной в 56 миль (90 километров), которые могут быть вполне доступны для космического поселения или приземлившегося космического аппарата, — 
 заявил научный руководитель программы «Dawn» Кристофер Рассел. Как отметил профессор Джон Льюис, найти металлические компоненты для создания поселения в поясе астероидов — не является проблемой, ключевыми ингредиентами для создания постоянного поселения являются углерод, водород, кислород и азот. На Церере, судя по всему, присутствует высокое содержание азота, наличие которого очень важно для создания поселения, — важнее, чем наличие кислорода.

## Пояс астероидов
Преимущество для колонизации объектов пояса астероидов в том, что они могут несколько раз в десятилетие проходить достаточно близко от Земли. В интервалах между этими проходами астероид может удаляться на 350 млн км от Солнца (афелий) и до 500 млн км от Земли. Но у этих объектов есть и недостатки
. Во-первых, это очень маленькая гравитация, а во-вторых, всегда будет опасность того, что астероид с колонией столкнётся с каким-либо массивным небесным телом.

## Колонизация внешних объектов Солнечной системы
Такая колонизация является трудной проблемой ввиду большой удалённости внешних объектов Солнечной системы от Земли.
Тем не менее считается, что некоторые спутники планет имеют достаточно большой размер, чтобы быть пригодными для колонизации. На многих из них есть вода в жидком или твёрдом виде и органические соединения, которые могут быть использованы, например, для производства ракетного топлива. Колонии за пределами Земли могут быть чрезвычайно полезными при исследовании планет и их спутников. К примеру, это позволит избавиться от больших задержек при управлении роботами, как это происходит при посылке управляющих сигналов с Земли. Возможен также запуск автоматизированных аэростатов в верхние слои атмосферы газовых гигантов для исследовательских целей и, возможно, добычи гелия-3, который может стать отличным топливом для термоядерных реакторов.
Колонизация ряда спутников Юпитера и Сатурна также должна учитывать возможное наличие органических соединений и даже жизни.

## Колонизация системы Юпитера
Колонизация Юпитера гораздо более трудноосуществимая задача, чем всех его спутников. Предполагается, что сначала будут организовываться поселения в облачной атмосфере газового гиганта, затем начнётся переработка газов на её поверхности, и что Юпитер, Сатурн, другие газовые гиганты и коричневые карлики (если они существуют) будут заселены похожим образом. Даже если сбросить все газы с поверхности Юпитера, останется ядро в 3-4 раза больше и в 10 раз массивнее Земли.
Поверхность Юпитера сама по себе в ~124 раза больше земной. Примерно такое же соотношение и у других газовых гигантов и коричневых карликов в других звёздных системах.
Но Юпитер окружён магнитосферой, излучающей губительное для всего живого излучение. Также он имеет сильную гравитацию и небольшое количество тяжёлых элементов, что значит, что все элементы тяжелее гелия колонисты должны везти с собой из Земли. Аналогично для Сатурна.

### Колонизация Ио
Ио может стать базой для получения вулканической энергии. Главная сложность заключается в сильной радиации, полученной от Юпитера.

### Колонизация Европы
Основная сложность в колонизации Европы заключается в наличии у Юпитера сильного радиационного пояса. Находящийся на поверхности Европы человек (без скафандра) получил бы смертельную дозу радиации меньше, чем за 10 минут.
Имеются концепции по колонизации Европы. В частности, в рамках проекта «Артемис» предлагается использовать жилища типа иглу либо размещать базы на внутренней стороне ледяной коры (создавая там «воздушные пузыри»); океан предполагается исследовать с помощью подводных лодок. Политолог и инженер авиакосмической техники Т. Гэнгэйл разработал календарь для европанских колонистов.
В отдалённой перспективе возможно также терраформирование Европы.
Что, однако, маловероятно из-за сильной радиации и удалённости от Солнца.

### КолонизацияГанимеда
Ганимед, спутник Юпитера, является достаточно привлекательным местом для колонизации в отдалённом будущем. Ганимед — самый большой спутник в Солнечной системе и единственный обладает магнитосферой. В ближайшем будущем планируется высадка аппарата на поверхность спутника.
Доза радиации в 100 раз ниже, чем на Европе, но всё ещё смертельная, что является затруднением.

### Колонизация Каллисто

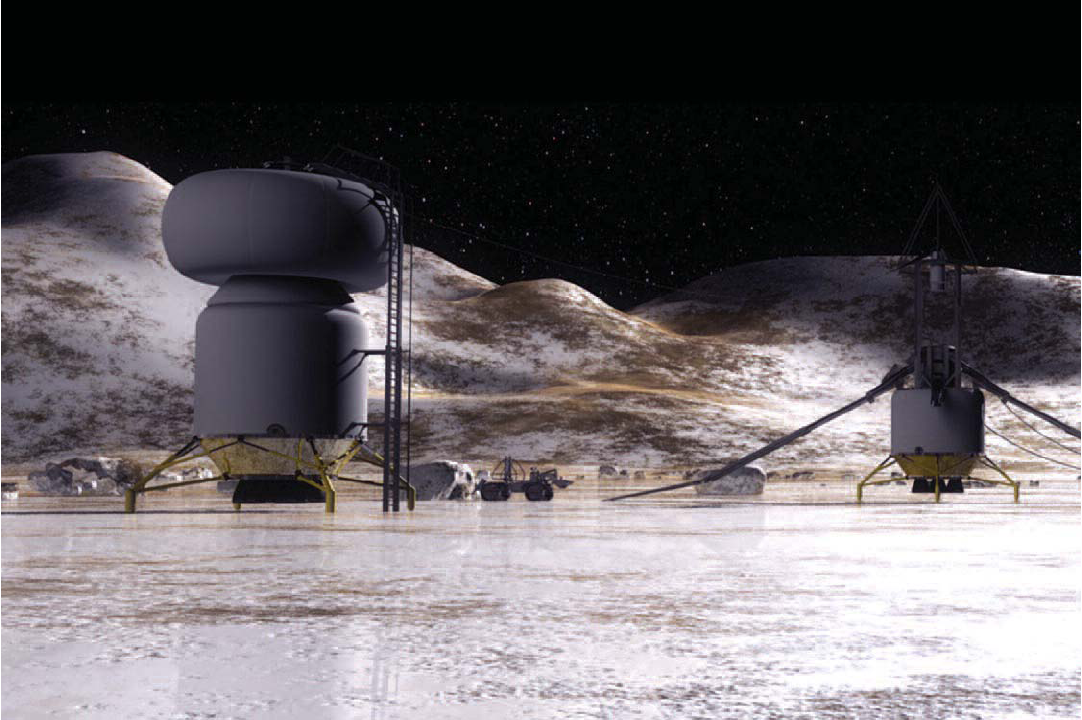
База на Каллисто в представлении художника

По оценкам НАСА, Каллисто может стать первым из колонизированных спутников Юпитера. Это возможно благодаря тому, что Каллисто геологически очень стабильна и находится вне зоны действия радиационного пояса Юпитера. Этот спутник может стать центром дальнейших исследований окрестностей Юпитера, в частности, Европы.
В 2003 НАСА провела концептуальное исследование под названием Human Outer Planets Exploration (HOPE рус.Надежда) в котором было рассмотрено будущее освоения человечеством Внешней Солнечной системы. Одной из детально рассмотренных целей была Каллисто.
Было предложено в перспективе построить на спутнике станцию по переработке и производству топлива из окружающих льдов для КА, направляющихся для исследования более отдалённых областей Солнечной системы, помимо этого лёд можно было бы использовать и для добычи воды. Одним из преимуществ основания такой станции именно на Каллисто считается низкий уровень радиационного излучения (благодаря отдалённости от Юпитера) и геологическая стабильность. С поверхности спутника можно было бы удалённо, почти в режиме реального времени, исследовать Европу, а также создать на Каллисто промежуточную станцию для обслуживания КА, направляющихся к Юпитеру для совершения гравитационного манёвра в направлении внешней Солнечной системы, после того как они покинут спутник.
Исследование называет программу межпланетной станции EJSM предпосылкой к пилотируемому полёту, который сразу даст начало колонизации. В вышеупомянутом отчёте НАСА за 2003 год было высказано предположение, что пилотируемая миссия к Каллисто будет возможна к 2040-м годам. Считается, что к Каллисто отправится от одного до трёх межпланетных кораблей, один из которых будет нести экипаж, а остальные — наземную базу, устройство для добычи воды и реактор для выработки энергии. Предполагаемая длительность пребывания на поверхности спутника: от 32 до 123 суток; сам полёт, как считается, займёт от 2 до 5 лет.

## Колонизация спутников Сатурна

### Оценки перспективколонизации Титана

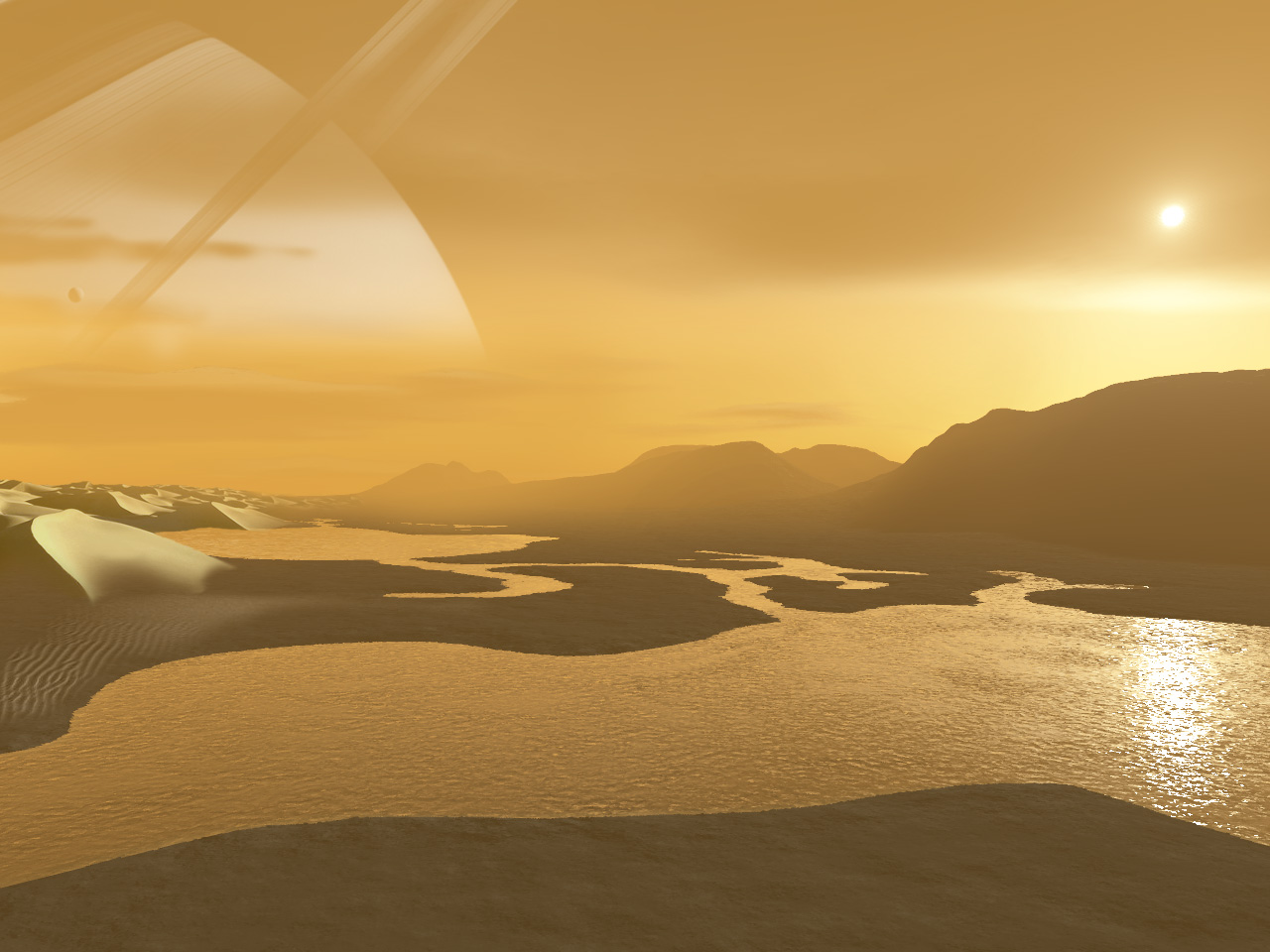
Художественное представление поверхности Титана, с дюнами, озёрами, каналами и Сатурном на заднем плане

По оценке Европейского космического агентства, жидкие углеводороды на поверхности Титана по своему объёму в сотни раз превосходят запасы нефти и природного газа на Земле. Разведанные запасы природного газа на Земле составляют ок. 130 000 млн тонн, что достаточно для обеспечения электроэнергией всей территории Соединённых Штатов для бытовых систем отопления, охлаждения и освещения в течение 300 лет. Каждое из десятков озёр Титана в форме метана и этана эквивалентно такому количеству энергии всего природного газа Земли.
Как отмечает Майкл Анисимов, футуролог, основатель движения «За ускорение будущего» (Accelerating Future), Титан имеет все основные элементы, необходимые для жизни — углерод, водород, азот и кислород. Его колоссальные запасы углеводородов могли бы служить отличным источником энергии для потенциальных колонистов, которым не нужно будет беспокоиться о космическом излучении благодаря плотной атмосфере. Излучение же радиационного пояса Сатурна значительно мягче, чем Юпитера. Атмосфера Титана настолько плотная, что полёты над Титаном станут основным способом передвижения. Существующая на планете плотность атмосферы создаёт давление, эквивалентное тому, которое испытывают на себе дайверы на глубине 5 метров под водой. Но проблема заключается в содержании цианида в атмосфере Титана, который может убить человека за несколько минут даже при таких низких концентрациях. Однако это не препятствует Титану считаться наиболее перспективной целью для колонизации во внешней солнечной системе.
В научном обозрении The Space Monitor отмечается, что Титан являет собой идеальное месторасположение для выживания человека. Вода и метан, имеющиеся на Титане, могут быть использованы и как топливо для ракет, и для обеспечения жизнедеятельности колонии. Азот, метан и аммиак могут быть использованы как источник удобрений для выращивания продуктов питания. Вода может также, очевидно, использоваться для питья и для генерирования кислорода. В свете небесконечности запасов нефти на Земле и неизбежности поисков другого источника энергии, Титан может стать основной целью будущей мировой экономики. Если когда-нибудь будет сделан прорыв в термоядерной энергетике, человечеству понадобятся две вещи, которые недоступны на Земле: гелий-3 и дейтерий. Сатурн имеет относительно высокие объёмы этих ресурсов, а Титан может послужить идеальным промежуточным пунктом для начала добычи и дальнейшей транспортировки гелия-3 и дейтерия с Сатурна.
Американский учёный д-р Роберт Бассард подсчитал, что миссия на Титан в составе 400 человек, направленная для создания там колонии с 24 тыс. тонн полезного груза на борту (включая все необходимые жилые модули и структуры, необходимые для обеспечения жизнедеятельности, средства связи, медикаменты и т. д., при условии их запуска с применением технологии QED), и снабжение этой колонии средствами передвижения и топливом для них будет обходиться бюджету США ориентировочно в $ 16,21 млрд в год. Однако, как продолжает Бассард в другом своём труде, для того чтобы миссия была выполнена хотя бы в десятилетний срок, необходимы более мощные реактивные двигатели, способные достичь Титана в течение недель-месяцев, а не лет.

### Энцелад
По данным НАСА, на этом небольшом спутнике в недрах имеется жидкая вода и допускается наличие жизни. Поэтому перспективы колонизации Титана рассматриваются американскими учёными неразрывно с колонизацией другого спутника Сатурна — Энцелада, так как и Титан, и Энцелад имеют колоссальный потенциал к колонизации и тысячи мест для создания поселений, которые впоследствии могут стать постоянным местом обитания колонистов. Для этих целей будет запущена TSSM — миссия по исследованию перспектив колонизации как Титана так и Энцелада. Научный совет Института астробиологии NASA в своей резолюции от 22 сентября 2008 включил Титан в список наиболее приоритетных астробиологических объектов в Солнечной системе, порекомендовав федеральному правительству профинансировать миссию Титан—Энцелад в течение ближайшего десятилетия, а научно-технические разработки по её организации начать уже сейчас. Как отмечает Джулиан Нотт, полёт человеческого экипажа будет вероятнее всего предварён роботоэкипажем, для лучшего изучения возможности создания обитаемых поселений.

## Уран
Так как Уран из всех четырёх газовых гигантов имеет наименьшую вторую космическую скорость, он является хорошим кандидатом для добычи гелия-3. 

## Нептун
Колонизация системы Нептуна является делом далёкого будущего в связи с её большой удалённостью. Сам Нептун является газовым гигантом, что затрудняет его колонизацию, так как у него нет твёрдой поверхности.
Колонизация же его спутников — задача более осуществимая, однако не лишена и недостатков. Все спутники изучены очень плохо, и об их геологии практически ничего не известно. Наиболее перспективен Тритон, крупнейший и единственный его планетоподобный спутник. Однако его гравитация очень слабая, что создаст некоторые трудности при колонизации. Хотя Тритон изучен лучше, чем другие спутники Нептуна, информации о нём собрано также недостаточно.

## Колонизация транснептуновых объектов

### Пояс КойпераиОблако Оорта
Считается, что за орбитой Нептуна имеются триллионы комет и астероидов и один-два коричневых карлика. На них могут быть все необходимые для поддержания жизни ингредиенты (водяной лёд и органические соединения) и большое количество гелия-3, который считается перспективным топливом для управляемых термоядерных реакций. Существует предположение, что расселяясь по таким облакам комет, человечество сможет достигнуть других звёздных систем без помощи межзвёздных космических кораблей.

## Способы и инструменты колонизации
Достижения современной науки уже позволяют человечеству разрабатывать и изучать оптимизированные варианты и комбинации роботов-строителей с применением нейросети, сходной с мозгом пчёл и оснащённых технологиями 3D-печати, запрограммированные как на печать гигантских космических конструкций, так и на воспроизводство деталей для собственной сборки, починки. А также запрограммированные для сборки роботов иного типа: для добычи, доставки и одновременной переработки полезных ископаемых с небольших космических тел (Промышленное освоение астероидов), для подготовки и обработки материалов, для выращивания еды жителям, для централизованного автоматизированного сбора различных видов энергии.

## Отражение идей колонизации в научной фантастике
В ряду множества литературных произведений и фильмов на эту тему можно выделить телесериал «Пространство» («The Expance», «Экспансия»). В котором, помимо фантастической составляющей, имеется ряд любопытных примеров, идей и технических реализаций, решений трудностей быта людей в космических колониях и планетарных поселениях. А также наглядное логическое обоснование их причин и возможных последствий при колонизации Солнечной системы. Человечество неосознанно размышляет о теме колонизации также и в создании компьютерных игр, например, таких как StarCraft (серия игр). В этой игре роботы, автоматизирующие быстрое строительство, активно участвуют в создании и развитии колоний на планетах и космических платформах.